# Konijnenvlees

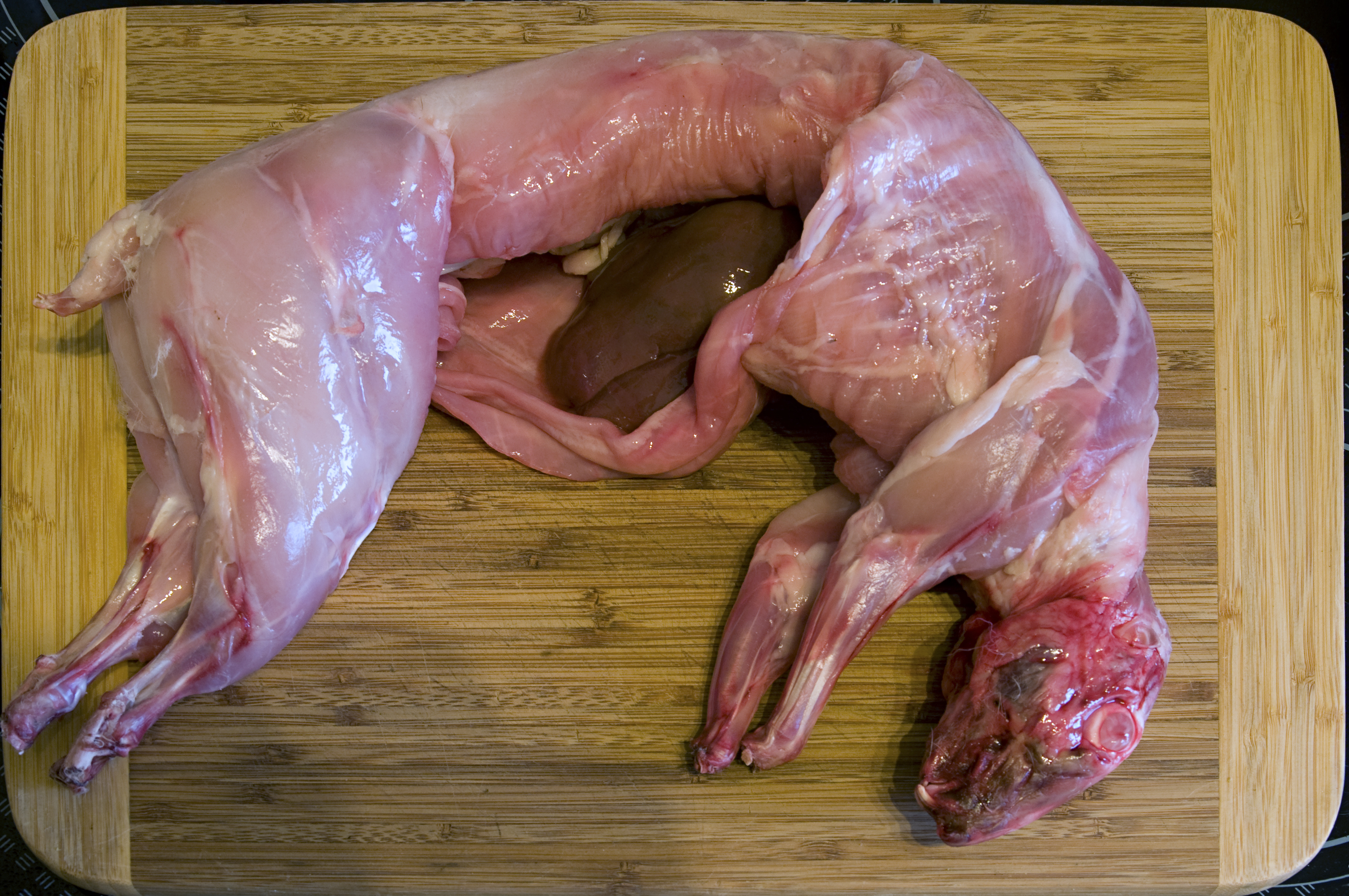
Geslacht konijn

Konijnenvlees is vlees van een konijn. In de eerste helft van de 20e eeuw was het konijn een belangrijke bron van vlees en energie voor het armere deel van de bevolking. Vlees van vee was voor velen onbetaalbaar en dit des te meer in tijden van oorlog. De kweek van konijn neemt relatief weinig plaats in, terwijl het voer nagenoeg geen problemen geeft. Het konijn kan worden gevoerd met koolbladeren of ander groentenafval, of het kan grazen in een kooi ("ben") die op grasstroken langs een weg of een kanaal wordt gezet. De vacht was goed voor warme armeluiswanten en bontmantels.
Dit alles verklaart waarom het konijn een belangrijke plaats had op het menu van een doorsnee gezin, waaronder als het Belgisch gerecht konijn met pruimen. Andere gerechten waar konijnenvlees in verwerkt kan worden zijn onder andere zuurvlees, paella en potjevleesch.
Het konijn is in Vlaanderen en Nederland heel wat minder prominent aanwezig op het menu dan voorheen. Voornamelijk wordt het gegeten met kerst. Verschillende supermarktketens in Nederland zijn in 2016 gestopt met de verkoop van konijnenvlees omdat het dierenwelzijn niet zou zijn gegarandeerd.
In Europa worden 180 miljoen konijnen gehouden voor het vlees, voornamelijk in Frankrijk, Hongarije, Italië, Portugal en Spanje. In aantallen zijn konijnen het een na meest gehouden dier. In Nederland waren in 2000 200 fokkerijen actief, in 2019 waren dat er nog 41, meestal grotere bedrijven, die in totaal 360.000 vleeskonijnen fokken. Fokkerijen schakelden vanwege dierenwelzijn over van konijnenkooien van draadgaas naar zogenoemde welzijnskooien of parksystemen.
Het Beter Leven-keurmerk wordt toegekend aan konijnen die enige tijd bij hun moeder mochten verblijven, en een vierkante meter met 10 konijnen delen. Vleesrassen zijn onder meer de witte nieuw-zeelander, de Gele van Bourgondië, Blauw van Ham, Californian, Rex en de Witte Wener.